# Municipio di Colonia
Il municipio di Colonia (in tedesco: Kölner Rathaus) è un edificio storico della città di Colonia che sorge nel quartiere di Innenstadt, e si affaccia su uno slargo della Bürgerstrasse, la Rathausplatz (Piazza del Comune), vicino all'Alter Markt (Piazza del Mercato Vecchio).

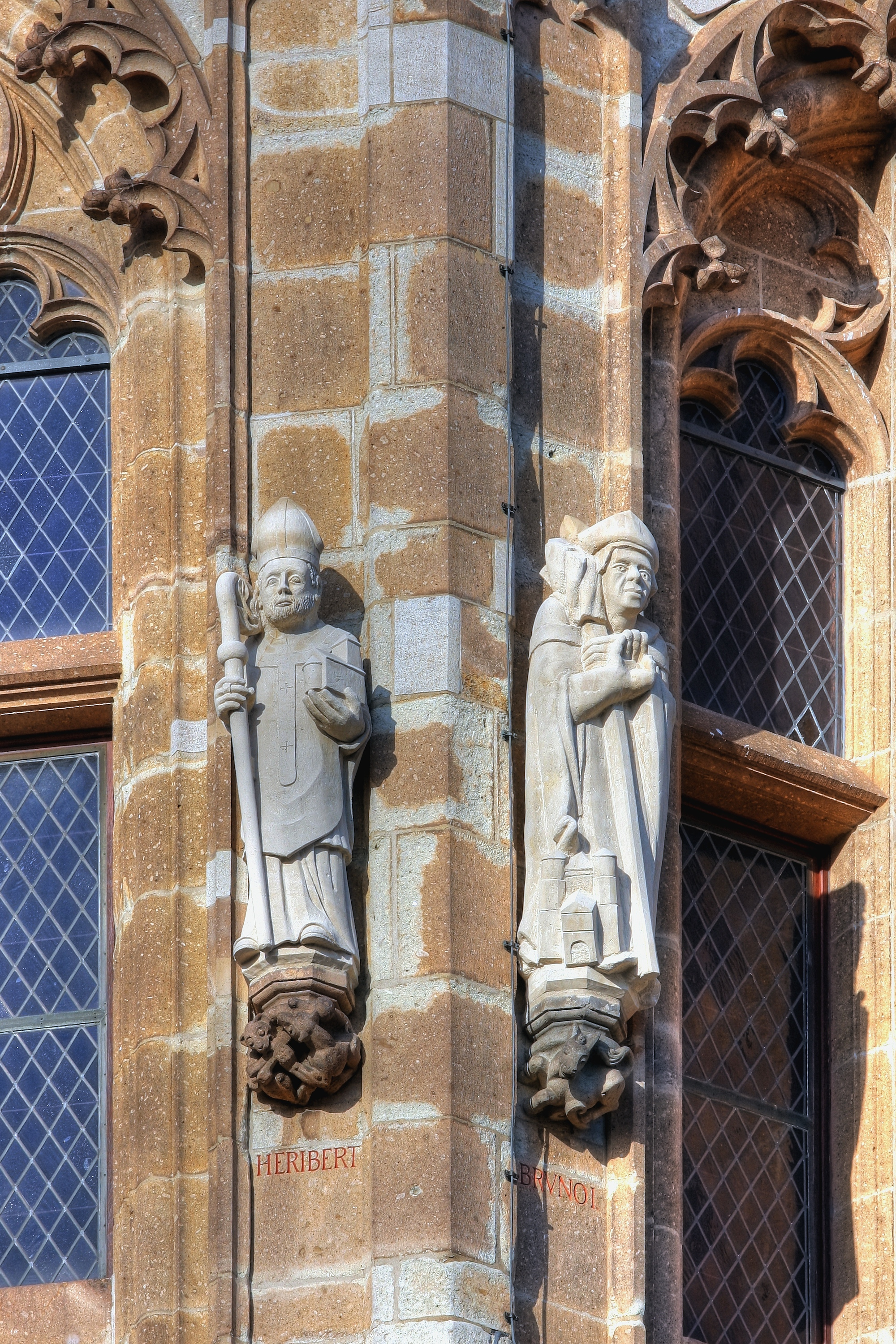
Statue di sant'Eriberto (sx) e di san Bruno (dx) sulla torre del Municipio di Colonia.

Ospita parte del governo della città, tra cui il consiglio comunale e l'ufficio del sindaco. Costituisce il più antico municipio della Germania, con una storia documentata lungo circa 900 anni. La storia del suo consiglio nel corso dell'XI secolo è un esempio importante per l'acquisizione delle autonomie comunali delle città medievali.
Oggi si presenta come un grande complesso di edifici costituito da varie strutture aggiunte progressivamente in diversi stili architettonici in un lasso di tempo compreso fra il XIV e il XVII secolo, con l'aggiunta moderna dell'ala del XX secolo. Venne in gran parte ricostruito dopo la guerra.

## Storia

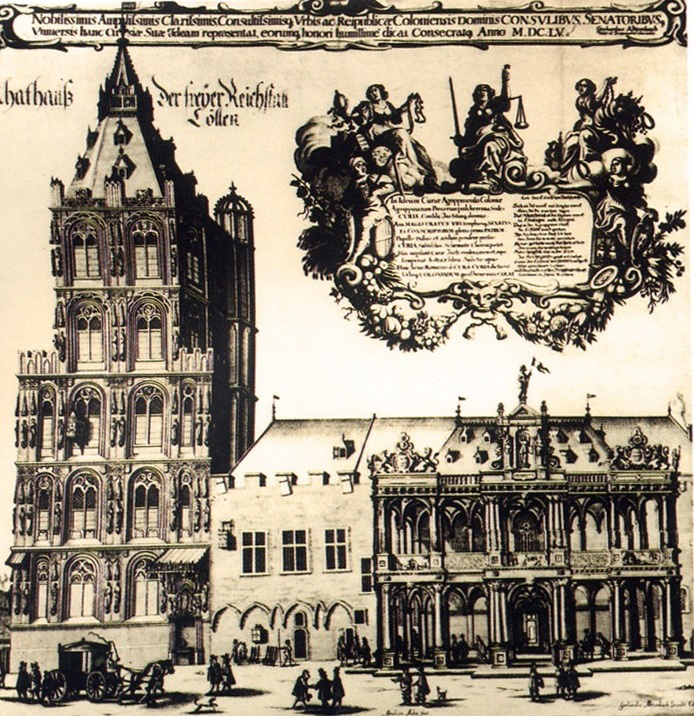
Raffigurazione del Municipio nel 1655.

Il municipio si trova sul sito dell'antico Pretorio romano, che fino al 475 fu sede del governatore romano della Germania Inferiore. In seguito il pretorio divenne la residenza dei Re merovingi fino 754, ma l'edificio venne infine distrutto da un terremoto nel tardo VIII secolo. 
Nel 795, sotto il vescovo Ildeboldo (784-818), Colonia venne elevata ad Arcidiocesi, e nella zona intorno al vecchio pretorio si insediarono ricchi mercanti patrizi e la comunità ebraica di Colonia, molti dei quali sotto immunità del re.
Nel 953 Bruno il Grande (poi San Bruno), fratello minore dell'imperatore Ottone I di Sassonia diventa arcivescovo di Colonia. Con lui, la dinastia ottoniana mise a capo del governo laico cittadino un ecclesiastico. Ma questo potere entrò in diretto conflitto con la classe borghese emergente: i conflitti armati nel 1074 e del 1096 portarono alla formazione di un Comune e delle prime strutture comunali, base per l'autonomia urbana. Al fine di consolidare i loro diritti economici e politici, i borghesi di Colonia si costituirono in Corporazioni, in particolare il Richerzeche. Nella guerra di successione del 1106 tra l'imperatore Enrico V di Franconia e suo padre l'imperatore Enrico IV, questi ultimi si opposero deliberatamente all'arcivescovo, guadagnando vantaggi sull'espansione territoriale della città nel corso degli anni successivi. Colonia era all'epoca una delle maggiori città commerciali d'Europa e la più grande città della Germania, la sua popolazione passò gradualmente da una società prevalentemente feudale a quella di liberi cittadini. I documenti degli anni 1135 e 1152, hanno registrato una domus in quam cives conveniunt, "una casa in cui i cittadini si riunisconoi", riferendosi alla prima sala del consiglio istituito, presso la sede odierna del municipio.
Entro il 1180, i cittadini di Colonia vinsero un'altra battaglia legale contro l'arcivescovo Filippo von Heinsberg, per un'ulteriore estensione delle mura civiche. Inoltre con la Battaglia di Worringen del 1288, Colonia divenne indipendente dagli arcivescovi-elettori guadagnandosi l'Immediatezza imperiale, e si resse ufficialmente a città libera dell'Impero il 9 settembre 1475. Nel 1388 Papa Urbano VI, firmò la Carta per la fondazione dell'Università di Colonia, la prima università d'Europa stabilita dalla cittadinanza. Il 14 settembre 1396 entrò in vigore la Costituzione di Colonia dove le corporazioni cittadine (Gaffeln e Zünfte) assunsero il potere nel consiglio. Seguendo la tradizione di consoli romani, il Consiglio era guidato da due borgomastri eletti (sindaci). Questa forma governativa continuò fino al 1797, quando il Consiglio e la costituzione vennero sostituiti col Codice Napoleonico prima, e il codice civile poi. Dal 1815 il consiglio comunale è guidato da un Oberbürgermeister.

## Architettura

### Palazzo comunale

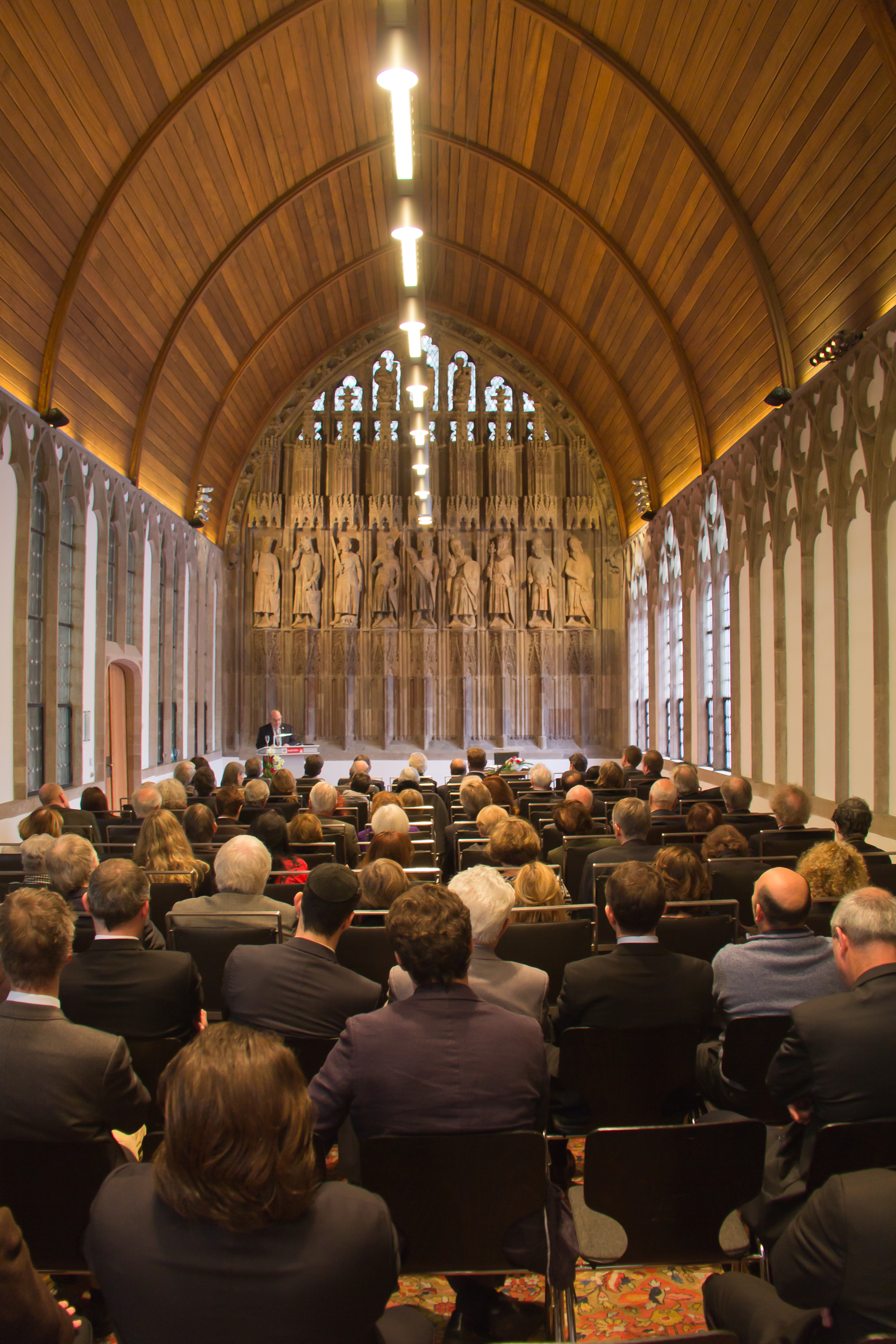
La Hansesaal verso nord.

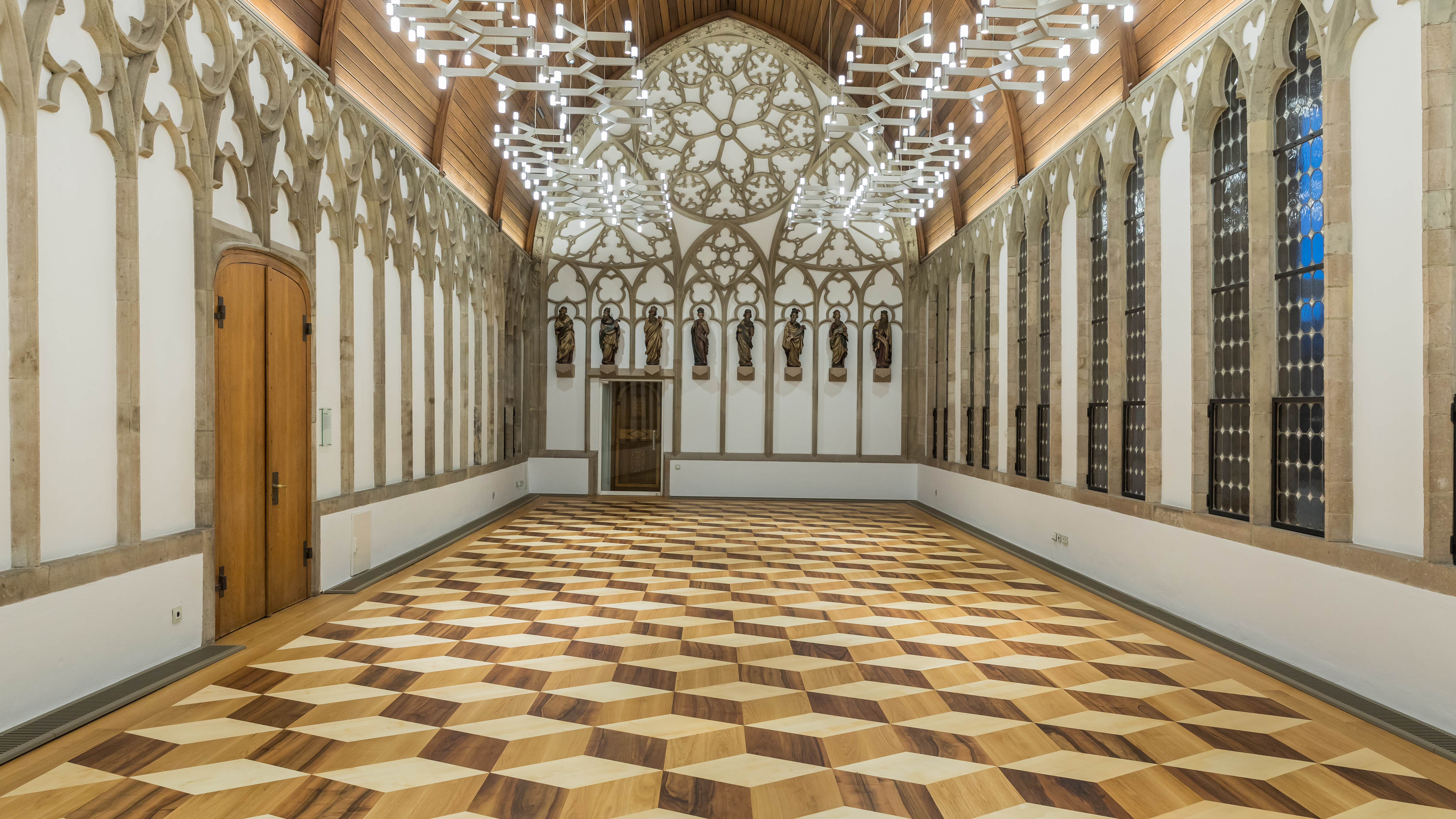
La Hansesaal verso sud.

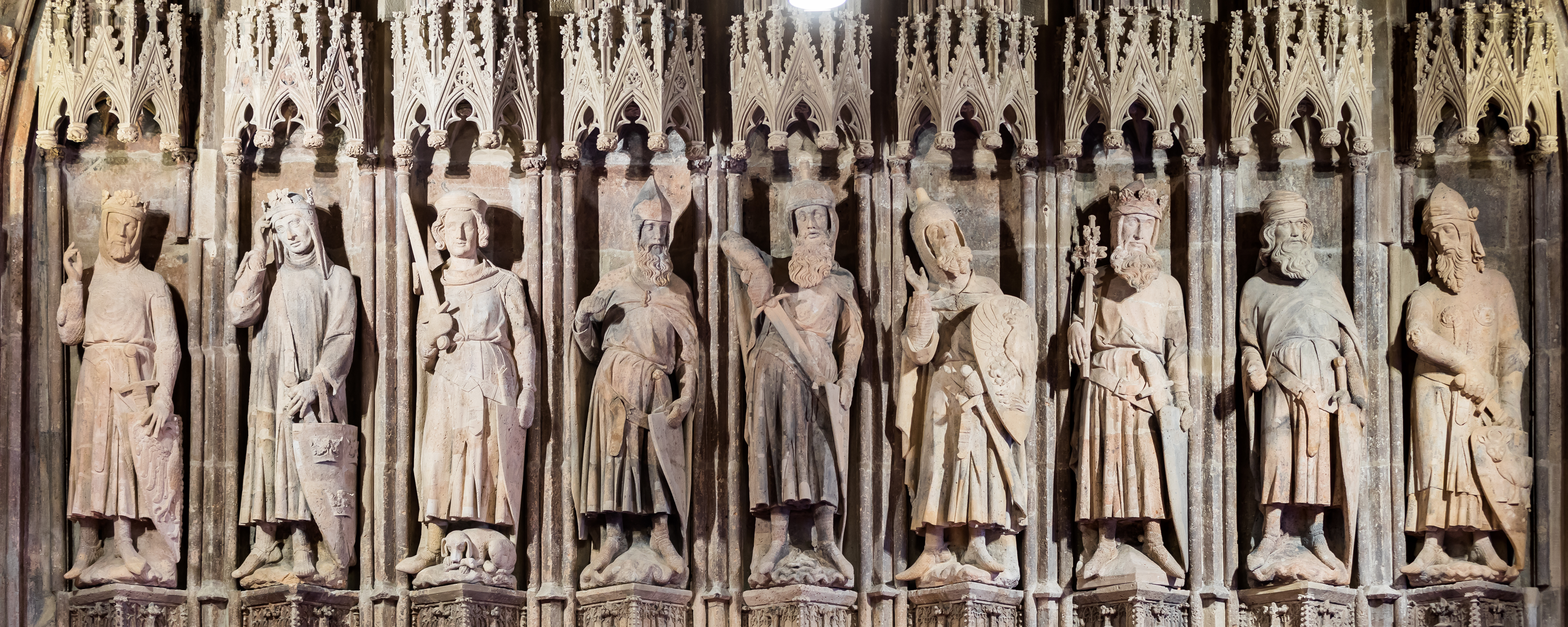
I Nove Prodi.

Il primo municipio venne eretto nel 1135 in stile romanico. A partire dal 1330 l'edificio venne interamente rifatto in stile gotico, poi ampliato, modificato e ricostruito dopo la Seconda guerra mondiale.
La parte più antica dell'odierno municipio è il cosiddetto Saalbau, "edificio della sala", risalente all'epoca gotica. Prende il nome dalla Hansasaal, il grande salone che occupa l'intero piano superiore.

#### Hansasaal
Il Salone dell'Ansa, con volta lignea a carena di nave misura 30 metri di lunghezza, 7,6 di larghezza e 9,58 di altezza. In origine detta "Langer Saal" (Sala lunga), venne ribattezzata "Hansasaal" in occasione di un'importante riunione delle città confederate della Lega Anseatica, che vi si tenne il 19 novembre 1367. In quell'occasione si prese la decisione di ribellarsi ed entrare in guerra contro le mire espansionistiche del re danese Valdemaro IV. La guerra portò alla vittoria del 1370 e al conseguente Trattato di Stralsund che sancì la fine del predominio danese sulle regioni del Baltico. 
Si accede alla Hansassal attraverso un bel portale intarsiato del 1600 opera di Melchior von Reidt. All'interno della sala, notevoli sono le statue di pietra dei Nove Prodi poste sulla parete di fondo nord; opera del 1410. 
Originariamente, alla parete di fondo sud, erano poste le otto statue dei Profeti, coeve ai prodi, oggi conservate nell'adiacente Ratskapelle, cappella del 1426. Il salone e la cappella andarono completamente bruciati durante la guerra e ricostruiti fedelmente.

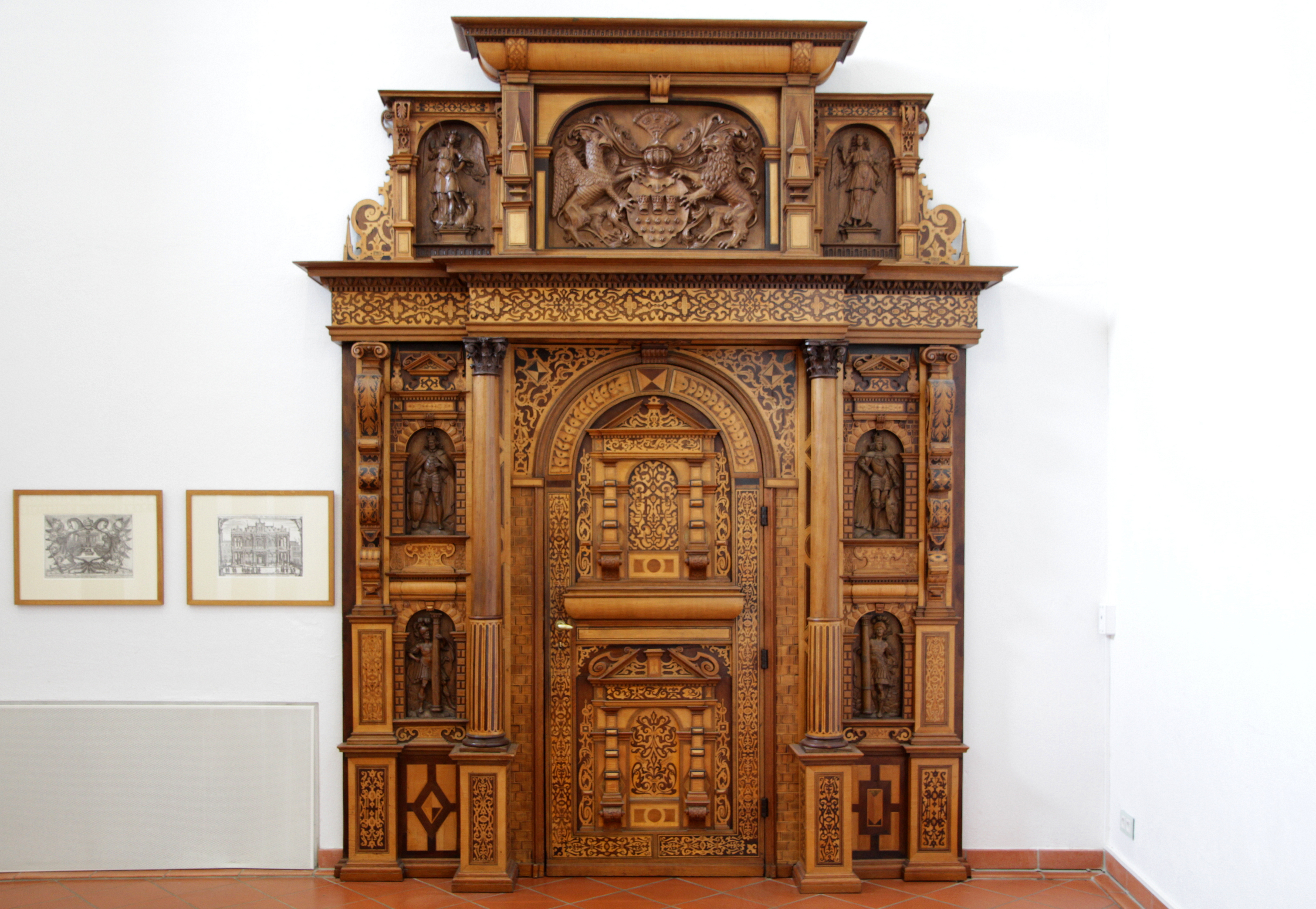
Portale di Melchior von Reidt
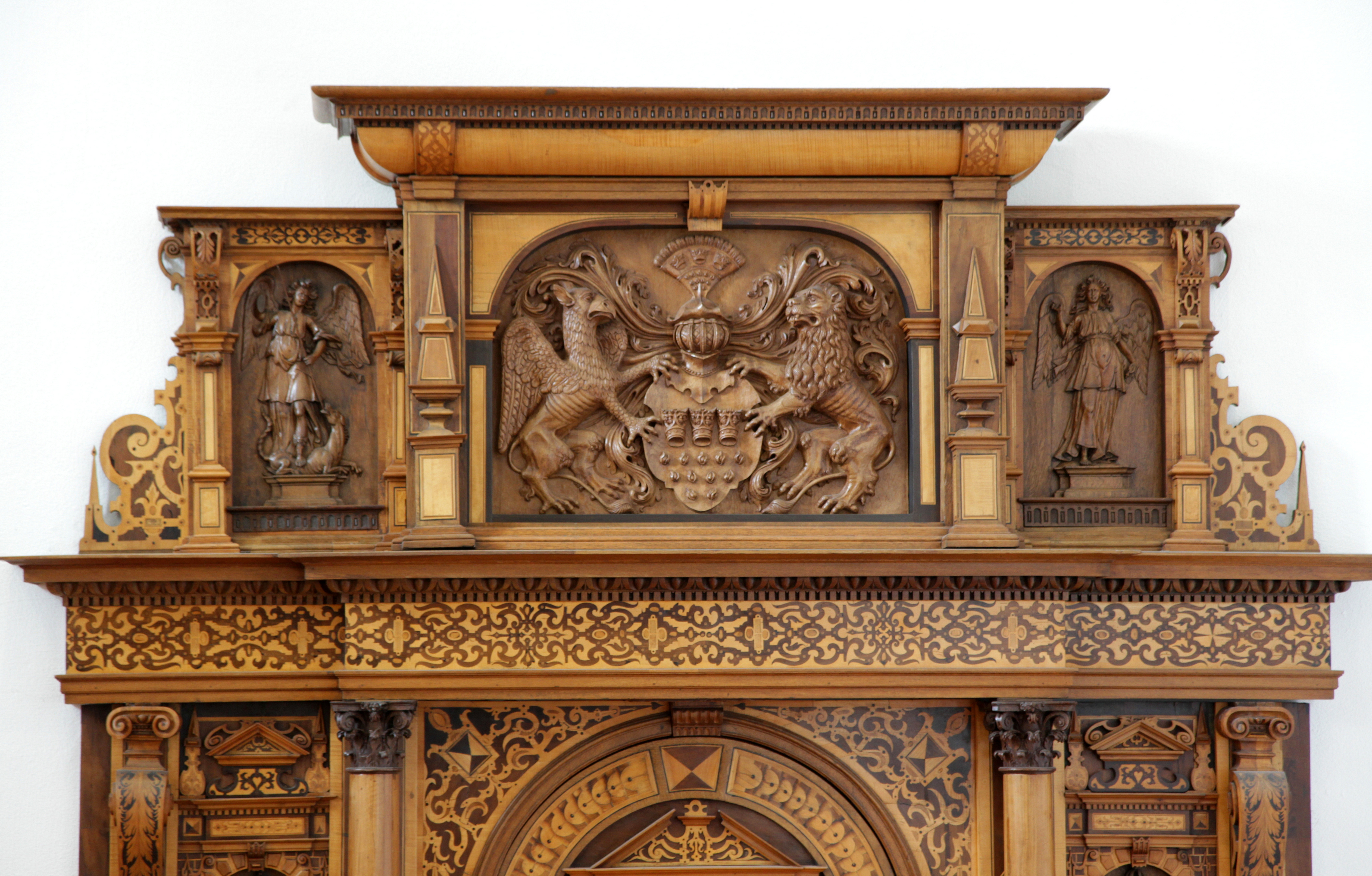
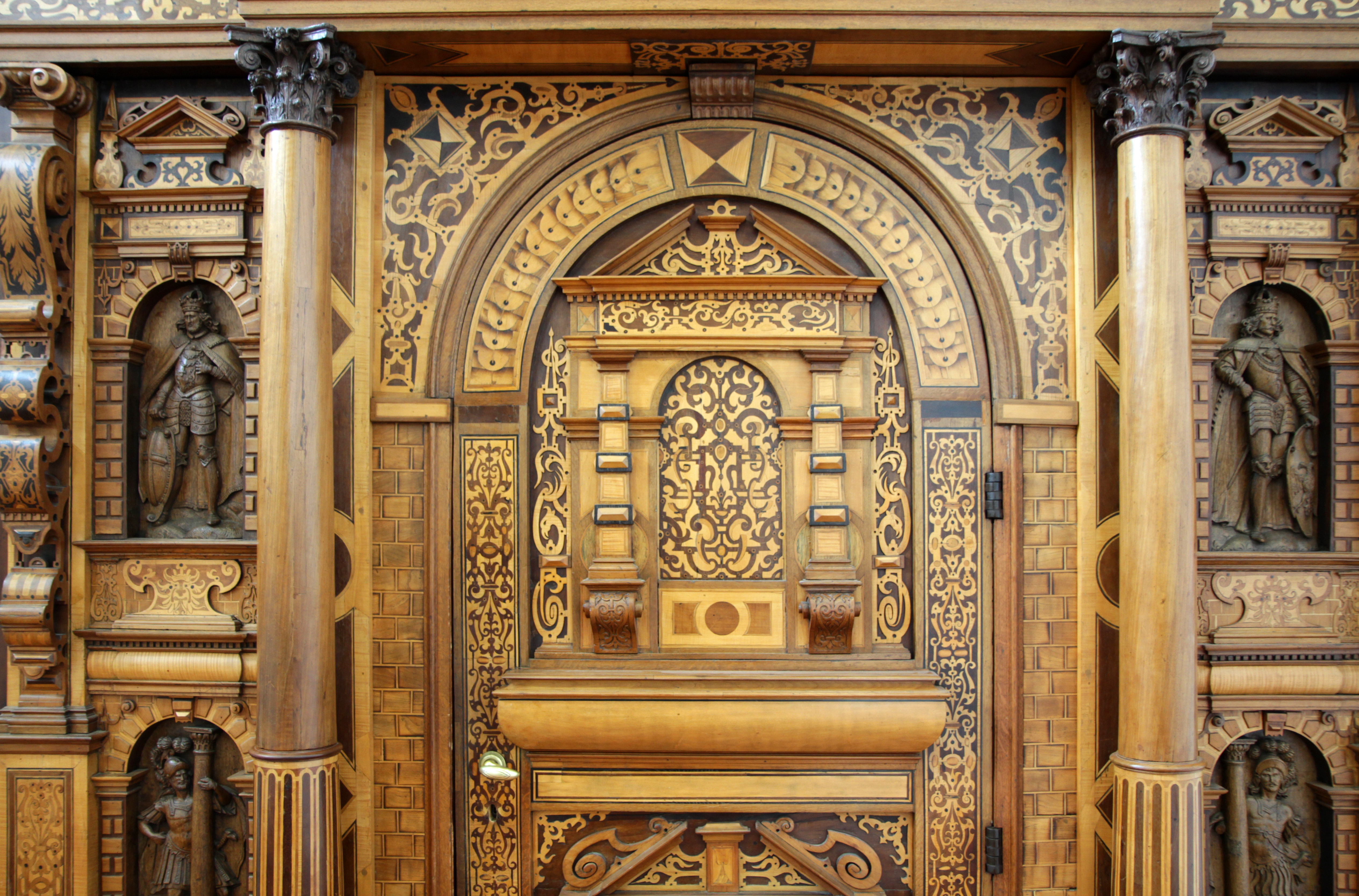
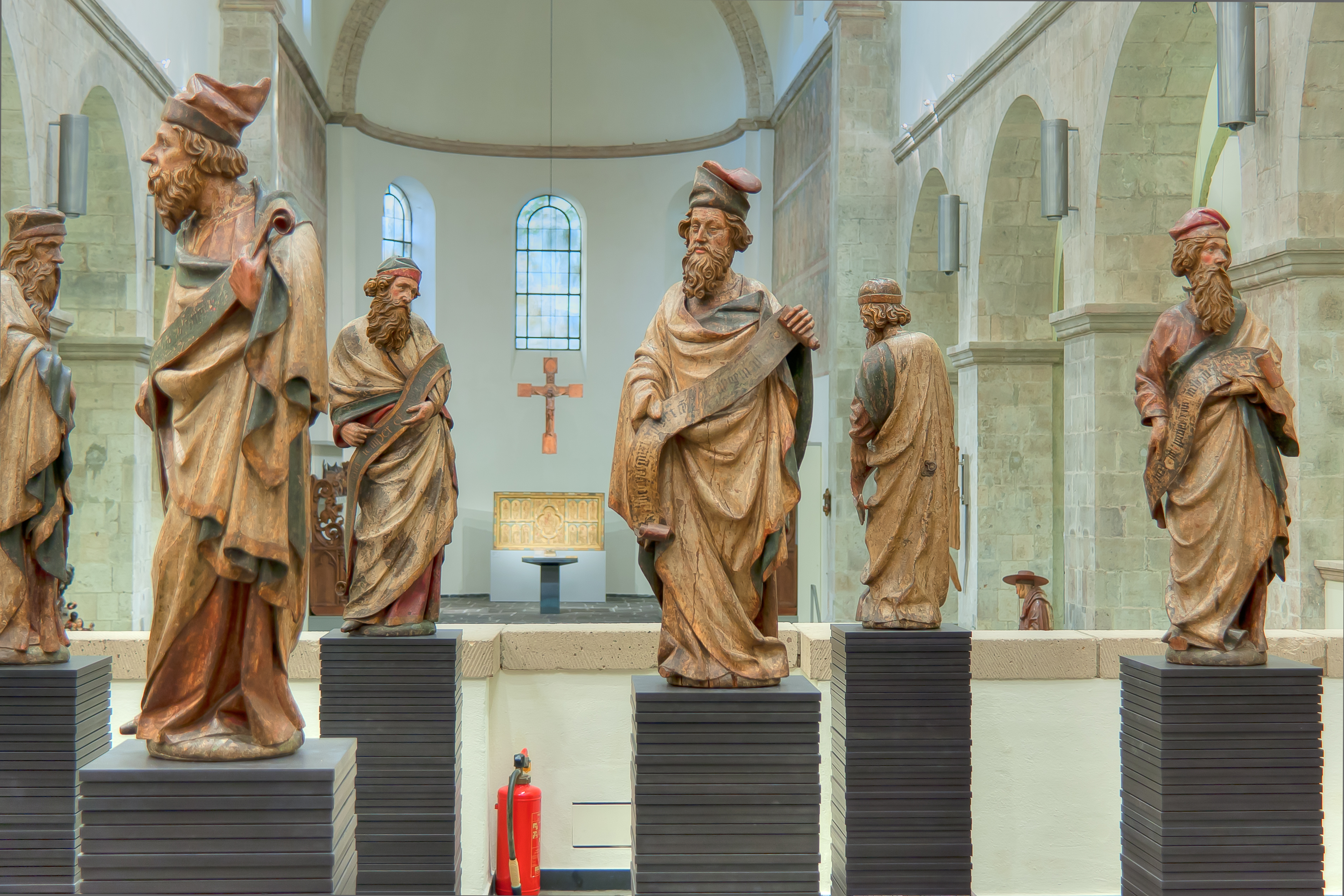
La Ratskapelle con i Profeti.

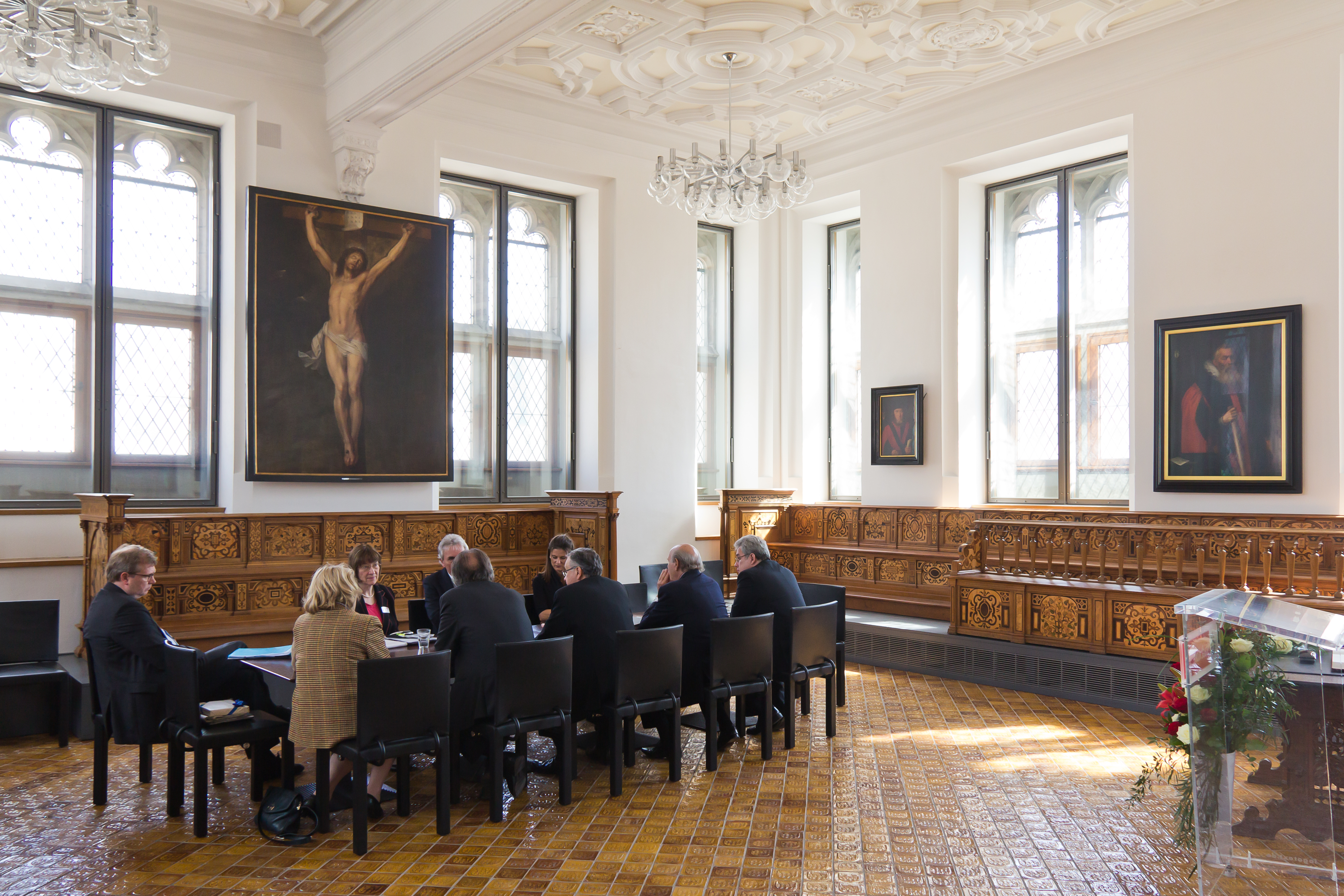
La Senatssaal.

#### Senatssaal
Sotto la torre civica si apre la Senatssaal (Sala del Senato) dal soffitto ligneo seicentesco. Pregevoli sono un portale e i banconi lignei, opere a intarsio eseguite fra la fine del XVI secolo e il 1602 dal mastro scultore Melchior von Reidt (o Raedt) da Magonza.

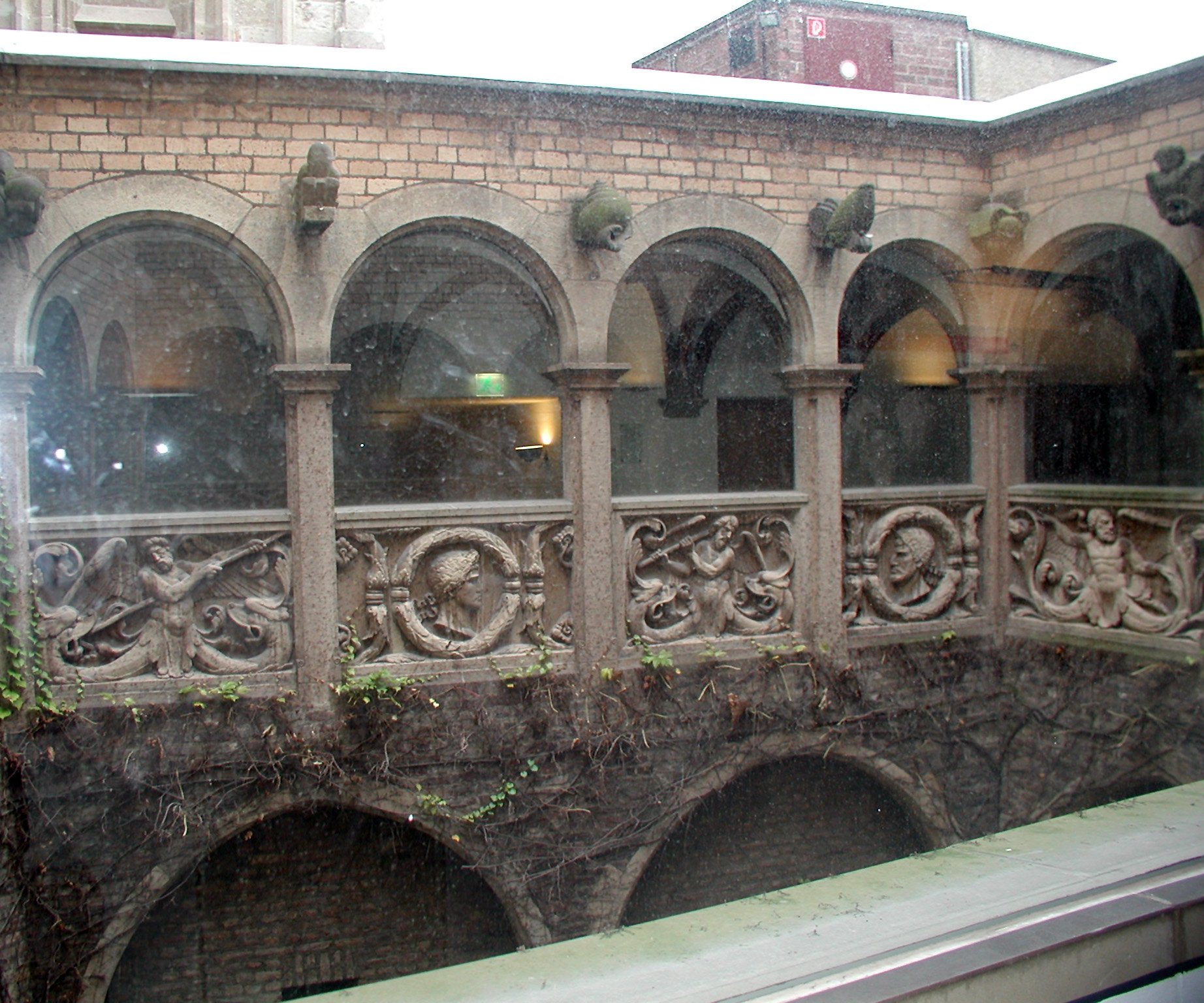
Il Löwenhof.

#### Löwenhof
Fra il lato posteriore (orientale) del municipio e la torre civica si apre il grazioso Löwenhof, "Cortile del Leone", costruito nel 1540-41 da Laurenz von Kronenberg. Il nome ricorda la leggendaria battaglia del sindaco Gryn contro un leone, manifestazione allegorica della Forza del Consiglio che simbolicamente fa riferimento agli scontri tra le parti rivali del governo cittadino: Curia/Arcivescovo e cittadinanza/Consiglio. Le logge presentano volte crociate gotico-rinascimentali e i parapetti sono ornati da altorilievi in pietra con teste di imperatori e figure mitiche fra fogliami. Sotto il portico del lato occidentale è la Petersbrunnen, fontana in alabastro del 1622.

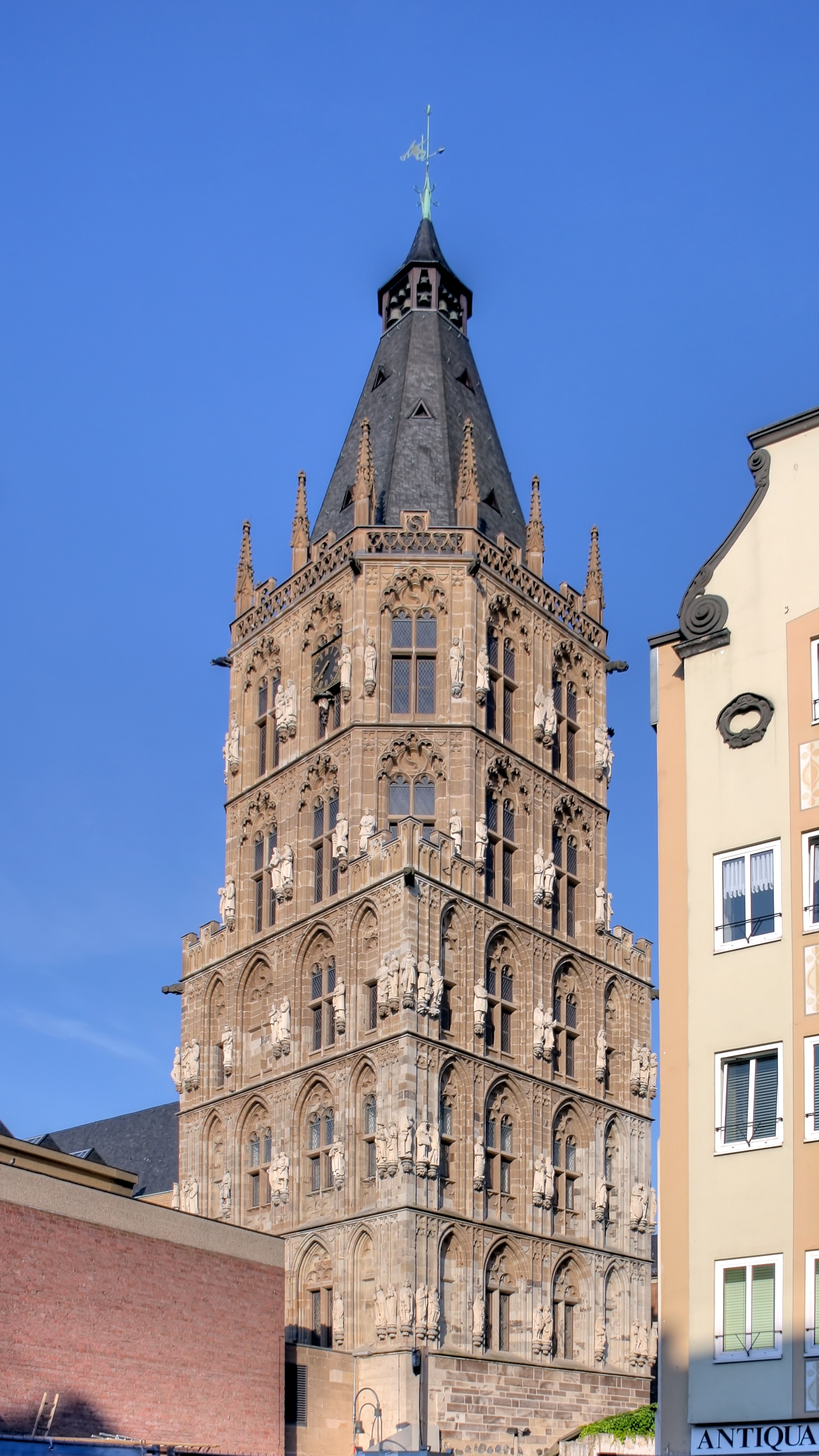
La Torre civica.

### Torre civica
La costruzione della Ratsturm, (Torre del Consiglio) venne commissionata dalle corporazioni di Colonia il 19 agosto 1406, e venne eretta in stile gotico fra il 1407 e il 1414. Si compone di cinque piani, di cui i primi tre a pianta quadrata e gli ultimi due ottagonali. Con l'appuntito tetto raggiunge un'altezza di 61 metri, e all'ultimo piano vi era il Kure, il posto di guardia della sentinella del fuoco. Nelle sue fondamenta è ricavata la cosiddetta Ratskeller (cantina del Consiglio). Aveva principalmente lo scopo di archivio, ma in uno dei piani più bassi ospita anche la Senatssaal (Sala del Senato).
La ricca decorazione esterna presenta belle finestre gotiche, pinnacoli e una serie di 124 statue di personaggi storici. Esposte per secoli agli agenti atmosferici, nel 1800 gran parte della statuaria era andata quasi completamente perduta. Circa un'ottantina vennero sostituite nei primi anni del '900; ma ancora una volta andarono distrutte in gran parte dai bombardamenti della guerra. Tra il 1988 e il 1995 la torre civica venne completamente restaurata. Dal 1958 la torre del municipio è stata dotata di un carillon di 45 campane che suona quattro volte al giorno.

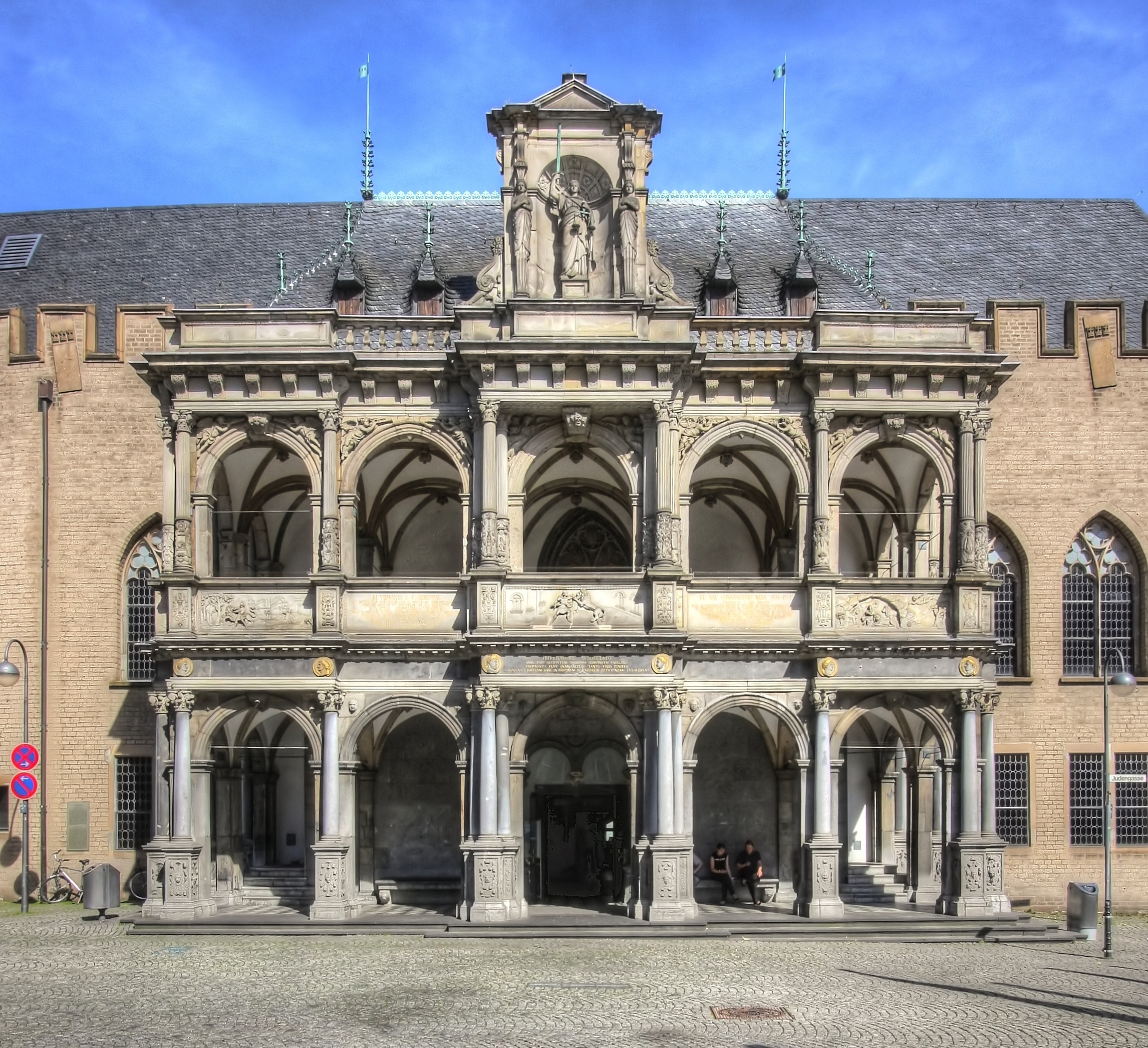
La Loggia (Rathauslaube)

### Loggia rinascimentale
La Rathauslaube venne eretta in stile rinascimentale, a sostituzione del precedente portico medievale, tra il 1569 e il 1573. Il progetto si deve a Wilhelm Vernukken da Kalkar, che si ispirò al celebre architetto e scultore Cornelis Floris de Vriendt di Anversa. È alta 15 metri e si erge su due piani composti in cinque campate. Il livello inferiore funge da ingresso e scalone al municipio, e la loggia come balcone per la sala principale del Consiglio (Hansasaal), al piano superiore. Dal balcone il Consiglio annunciava quotidianamente le sue decisioni nel cosiddetto Morgenansprachen, il "Discorso del mattino".
Addossate ai pilastri dei cinque archi, sia nel portico terreno che nella loggia superiore, vi sono delle colonne corinzie. Sopra il portico un fregio porta i medaglioni con teste di imperatori romani. Le decorazioni del parapetto del primo piano mostrano riferimenti alla leggendaria battaglia del sindaco Hermann Gryn contro un leone. Nell'edicola dell'attico vi è la statua della Giustizia.
La loggia venne fedelmente ricostruita dopo i gravi danni subiti durante la seconda guerra mondiale.

### Spanischer Bau
Di fronte al palazzo comunale, sul lato nord-occidentale della Rathausplatz, il consiglio comunale volle erigere un edificio in stile rinascimentale olandese destinato a riunioni e feste. I lavori si svolsero fra il 1608 e il 1615. Assunse il nome odierno di Spanischer Bau (Edificio spagnolo) nel 1623, quando divenne sede della Lega spagnola durante il periodo della guerra dei Trent'anni. Dopo essere stato pesantemente danneggiato nel 1942, l'edificio è stato completamente ricostruito nel 1953.